# Lupino Lane
Henry William George Lupino (Londres, 16 de junio de 1892-Londres,10 de noviembre de 1959), más conocido como  Lupino Lane, fue un actor y director teatral británico, perteneciente a la familia de artistas Lupino.

## Trayectoria
Nacido en Londres, pertenecía a una familia de tradición teatral que a menudo afirmaba que sus raíces procedían de un inmigrante italiano del siglo XVII. Adoptó el apellido Lane como homenaje a su tía abuela Sarah Lane (1822-1899), directora del Teatro Britannia, en Hoxton. Lane se casó con la actriz Violet Blythe el 10 de febrero de 1917, y su hijo, Lauri Lupino Lane (1921-1986), también fue actor. Su hermano, Wallace Lupino (1898-1961), fue así mismo actor, al igual que el hijo de Wallace, Richard.
El miembro más famoso de la familia fue la actriz Ida Lupino, sobrina de Wallace Lupino e hija de los actores Stanley Lupino (1893–1942) y Connie Emerald (1892-1959).
Lane apareció en escena por primera vez a los cuatro años de edad en una gala benéfica en Birmingham a favor de Vesta Tilley. Su debut londinense tuvo lugar en 1903 en el London Pavilion.
En 1915 actuó en el Teatro Empire, y a partir de ese momento interpretó papeles teatrales cómicos y cinematográficos tanto en el Reino Unido como en los Estados Unidos. Lane y Blythe actuaron juntos en el musical de Broadway Afgar, en el Central Theatre en 1921, y después Lane actuó en las Ziegfeld Follies of 1924 en el Teatro New Ámsterdam entre junio de 1924 y marzo de 1925. Más adelante interpretó a Ko-Ko en The Mikado, también en Broadway, en 1925, recibiendo críticas positivas.
Intervino de manera regular en filmes mudos tanto británicos como estadounidenses. Su carrera en el cine se inició en el Reino Unido en 1915 con una serie de cortos. Como actor de comedia actuó en 40 títulos de Hollywood rodados en la década de 1920. Fue conocido por sus actividades acrobáticas y por su versatilidad interpretando a 25 personajes en un único film.
Lane volvió al Reino Unido en los años treinta. En los primeros años de la década actuó en una serie de obras teatrales, entre ellas el espectáculo de pantomima llamado Aladdin.
Interpretó a Bill Snibson en la pieza Twenty to One, escrita por L. Arthur Rose y Frank Eyton, con música de Billy Mayerl. Lane coprodujo esta obra con Sir Oscar Stoll. La producción fue un gran éxito y se representó en el West End londinense durante un año, y continuando posteriormente en una larga gira por el país.
Posteriormente trabajó en la obra Me and my Girl, escrita por Rose y Douglas Furber con música de Noel Gay, y que fue un gran éxito. Interpretaba una canción y un número de baile que se llamó el Lambeth Walk y que se hizo popular en toda Europa a finales de los años treinta. Lane dirigió y produjo el espectáculo, interpretándolo en 1550 representaciones entre 1937 y 1940. Fue la primera comedia musical británica televisada, y se hizo una versión cinematográfica en 1939. El film fue conocido como Lambeth Walk debido a la popularidad del baile.
El éxito de Me and my Girl enriqueció a Lane. En 1946, tras el daño a que fue sometido en la Segunda Guerra Mundial, adquirió el Teatro Gaiety a fin de restaurarlo. Sin embargo, no consiguió apoyo económico y lo vendió en 1950. El local fue demolido en 1956.
Lane falleció en 1959 en Londres, a los 67 años de edad. Está enterrado en el South London Crematorium and Streatham Park Cemetery.

## Resumen cronológico
- 1913-1920: Actor en cortos británicos, incluyendo la serie experimental Mr Butterbuns.
- 1920-1922: Protagoniza en Broadway Afgar.
- 1922-1923: Actor en cortos y largometrajes para la Fox
- 1924: Actor en el largometraje de D. W. Griffith Isn't Life Wonderful?
- 1925-1929: Actor y director de cortos educativos.
- 1929-1930: Actor de reparto en largometrajes estadounidenses.
- 1930-1940: Director y actor de largometrajes británicos.
- 1939-1959: Teatro y televisión en Inglaterra.